# Opoczno
Opoczno é um município da Polônia, na voivodia de Łódź e no condado de Opoczno. Estende-se por uma área de 24,75 km², com 21 780< habitantes, segundo os censos de 2016, com uma densidade de 880,0  hab/km².